# Lomena ir Verkstinė
Lomena ir Verkstinė este o arie protejată (arie specială de conservare — SAC, sit de importanță comunitară — SCI) din Lituania întinsă pe o suprafață de 542,95 ha, integral pe uscat.

## Localizare
Centrul sitului Lomena ir Verkstinė este situat la coordonatele 54°59′56″N 24°26′04″E / 54.999°N 24.4345°E.

## Înființare
Situl Lomena ir Verkstinė a fost declarat sit de importanță comunitară în august 2016 pentru a proteja 1 specie de plante și 2 specii de animale. Situl a fost protejat și ca arie specială de conservare în martie 2021.

## Biodiversitate
Situată în ecoregiunea boreală, aria protejată conține 12 habitate naturale: Cursuri de apă de la nivel de câmpie la nivel montan, cu vegetație Ranunculion fluitantis și Callitricho-Batrachion, Pajiști fino-scandinave uscate până la mezice, bogate în specii de altitudine mică, Liziere de ierburi înalte hidrofile de câmpie și de nivel montan până la alpin, Fânețe de joasă altitudine (Alopecurus pratensis, Sanguisorba officinalis), Izvoare fino-scandinave și mlaștini produse de izvoare bogate în minerale, Taiga vestică, Păduri caducifoliate bătrâne naturale hemiboreale fino-scandinave (Quercus, Tilia, Acer, Fraxinus sau Ulmus) bogate în specii epifite, Păduri fino-scandinave bogate în ierburi cu Picea abies, Păduri caducifoliate de mlaștină fino-scandinave, Păduri pe pante, grohotișuri și ravene de Tilio-Acerion, Mlaștini împădurite, Păduri aluvionare cu Alnus glutinosa și Fraxinus excelsior (Alno-Padion, Alnion incanae, Salicion albae).
La baza desemnării sitului se află mai multe specii protejate:
- plante (1): turiță (Agrimonia pilosa)
- mamifere (1): vidră de râu (Lutra lutra)
- nevertebrate (1): Boros schneideri

Pe lângă speciile protejate, pe teritoriul sitului au mai fost identificate 1 specie de păsări.